# Geher-Länderkampf der Männer 1987 Frankreich – BR Deutschland – Großbritannien
| 17. Leichtathletik-Länderkampf mit bundesdeutscher Beteiligung 1987     | 17. Leichtathletik-Länderkampf mit bundesdeutscher Beteiligung 1987 |
| ----------------------------------------------------------------------- | ------------------------------------------------------------------- |
|                                                                         |                                                                     |
| Gehervergleich der Männer: BR Deutschland – Frankreich – Großbritannien |                                                                     |
| Austragungsort                                                          | Osny                                                                |
| Wettbewerbe                                                             | 2                                                                   |
| Datum                                                                   | 26. September                                                       |
| 1. FRA 2. GBR 3. FRG                                                    | 37 Punkte 28 Punkte 27 Punkte                                       |
| Chronik                                                                 |                                                                     |
| ← FRG-POL-CSK-HUN-USA 00Geher (F)                                       | FRA-FRG-GBR Geher (F) →                                             |

Im siebzehnten Vergleich des Länderkampfjahres 1987 waren wieder die Geher aktiv. Am 26. September, dem letzten Länderkampftag in dieser Saison, trafen die Männer in der nordwestlich von Paris gelegenen Stadt Osny auf Frankreich und Großbritannien. Gemeinsam waren die drei Länder in einem Wettkampf der Geher noch nicht gegeneinander angetreten. Einzeln hatte es jedoch schon Begegnungen gegeben. Neun Geher-Länderkämpfe hatten die Bundesrepublik und Frankreich miteinander bestritten, fünf Mal hatte Deutschland, vier Mal Frankreich gesiegt. Sieben Mal waren sich die Bundesrepublik und Großbritannien begegnet, dabei hatten die bundesdeutschen Geher sechs Mal vorne gelegen. Außerdem hatte es Geher-Vergleiche mit unterschiedlichen Ausgängen mit Frankreich und Großbritannien unter Beteiligung weiterer Nationen gegeben.
Auch die Geherinnen bestritten am selben Tag und selben Ort wieder einen eigenen Länderkampf.

## Modus
Ausgetragen wurden zwei Wettbewerbe auf der Straße, der kürzere über 20, der längere über 35 Kilometer. Je Land und Disziplin konnten vier Geher antreten, von denen die drei Besten in die Wertung kamen. Großbritannien stellte in beiden Wettbewerben nur drei Teilnehmer. Der Sieger erhielt zehn Punkte, für den Zweitplatzierten wurden acht Punkte vergeben, für den Drittplatzierten sieben Punkte, für den Viertplatzierten sechs, für den Fünftplatzierten fünf Punkte usw.

## Ergebnis
Auf der kürzeren Distanz siegte ein britischer vor einem bundesdeutschen Geher. Auf den Rängen drei und fünf folgten wieder zwei Briten, sodass diese Disziplinwertung klar an Großbritannien ging. Über 35 Kilometer sah das ganz anders aus. Ganz vorne lagen am Ende drei Franzosen gefolgt von drei Deutschen. Dieses Resultat gab den Ausschlag für den französischen Sieg in diesem Länderkampf mit 37 Punkten. Großbritannien kam auf 28 Punkte und wurde damit ganz knapp Zweiter vor der Bundesrepublik Deutschland, die nur um einen Punkt geschlagen Platz drei belegte.

## Legende
Kurze Übersicht zur Bedeutung der Symbolik – so üblicherweise auch in sonstigen Veröffentlichungen verwendet:
| DNF | nicht im Ziel (did not finish) |

## Resultat

### 20-km-Straßengehen
| Platz | Athlet              | Land | Zeit (h) |
| ----- | ------------------- | ---- | -------- |
| 1     | Mark Easton         | GBR  | 1:29:16  |
| 2     | Alfons Schwarz      | FRG  | 1:29:28  |
| 3     | Andi Drake          | GBR  | 1:30:15  |
| 4     | John Patin          | FRA  | 1:30:19  |
| 5     | Martin Rush         | GBR  | 1:31:01  |
| 6     | Christian Couturier | FRA  | 1:31:32  |
| 7     | Franz-Josef Weber   | FRG  | 1:32:34  |
| 8     | Jacques Lemontagner | FRA  | 1:32:57  |
| 9     | Uwe Jakob           | FRG  | 1:33:59  |
| DNF   | Wolfgang Wiedemann  | FRG  |          |
| DNF   | Philippe Lafleur    | FRA  |          |

### 35-km-Straßengehen
| Platz | Athlet               | Land | Zeit (h) |
| ----- | -------------------- | ---- | -------- |
| 01    | Jean Claude Corre    | FRA  | 2:44:48  |
| 02    | René Piller          | FRA  | 2:45:03  |
| 03    | Dominique Guebey     | FRA  | 2:49:02  |
| 04    | Volkmar Scholz       | FRG  | 2:49:22  |
| 05    | Robert Mildenberger  | FRG  | 2:50:58  |
| 06    | Detlef Heitmann      | FRG  | 2:54:42  |
| 07    | Frédéric Marie       | FRA  | 2:55:45  |
| 08    | David Smith          | GBR  | 2:59:42  |
| 09    | Berry Graham         | GBR  | 3:01:03  |
| 10    | Cheris Berwick       | GBR  | 3:04:11  |
| 11    | Horst-Joachim Matern | FRG  | 3:20:14  |